# Huish Park
Huish Park is een voetbalstadion in Yeovil, een plaats in Somerset, Engeland. In het stadion speelt de club Yeovil Town, dat in het seizoen 2009-2010 in de Football League One uitkomt, zijn thuiswedstrijden. Het werd in 1990 gebouwd als vervanging van het oude stadion van Yeovil Town, de Huish, dat bekendstond om de helling van zijn veld. Huish Park beschikt over 9665 plaatsen, waarvan 5212 zitplaatsen.
Aan de lange zijden van het stadion bevinden zich twee bijna gelijke tribunes met elk ongeveer 2500 overdekte zitplaatsen. Aan de korte zijden staan twee tribunes met staanplaatsen, waarvan er een overdekt is en een niet. In de niet-overdekte statribune worden de supporters van het uitspelende team gehuisvest.